# Schulgarten (Lübeck)

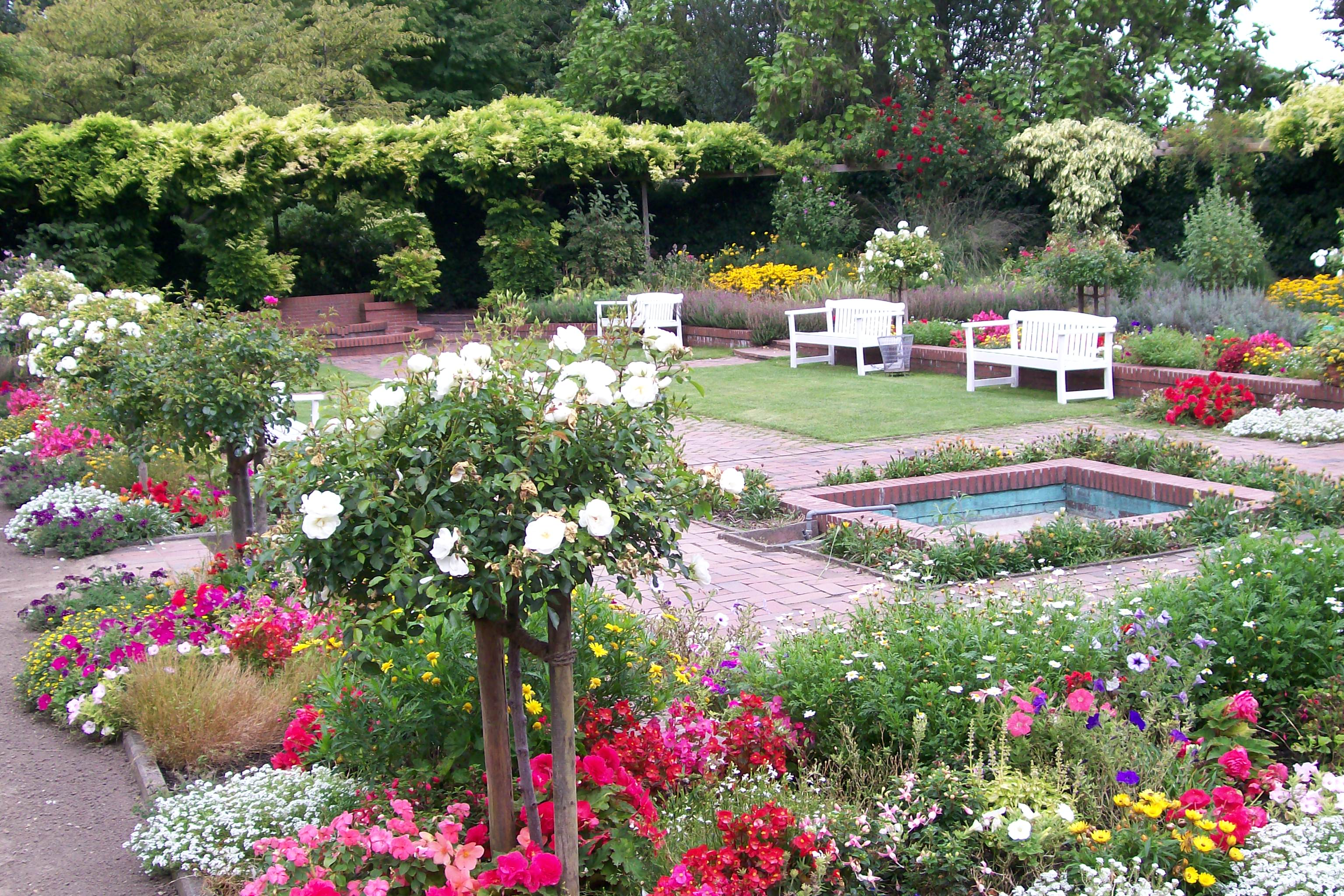
Der Lübecker Schulgarten im August 2007

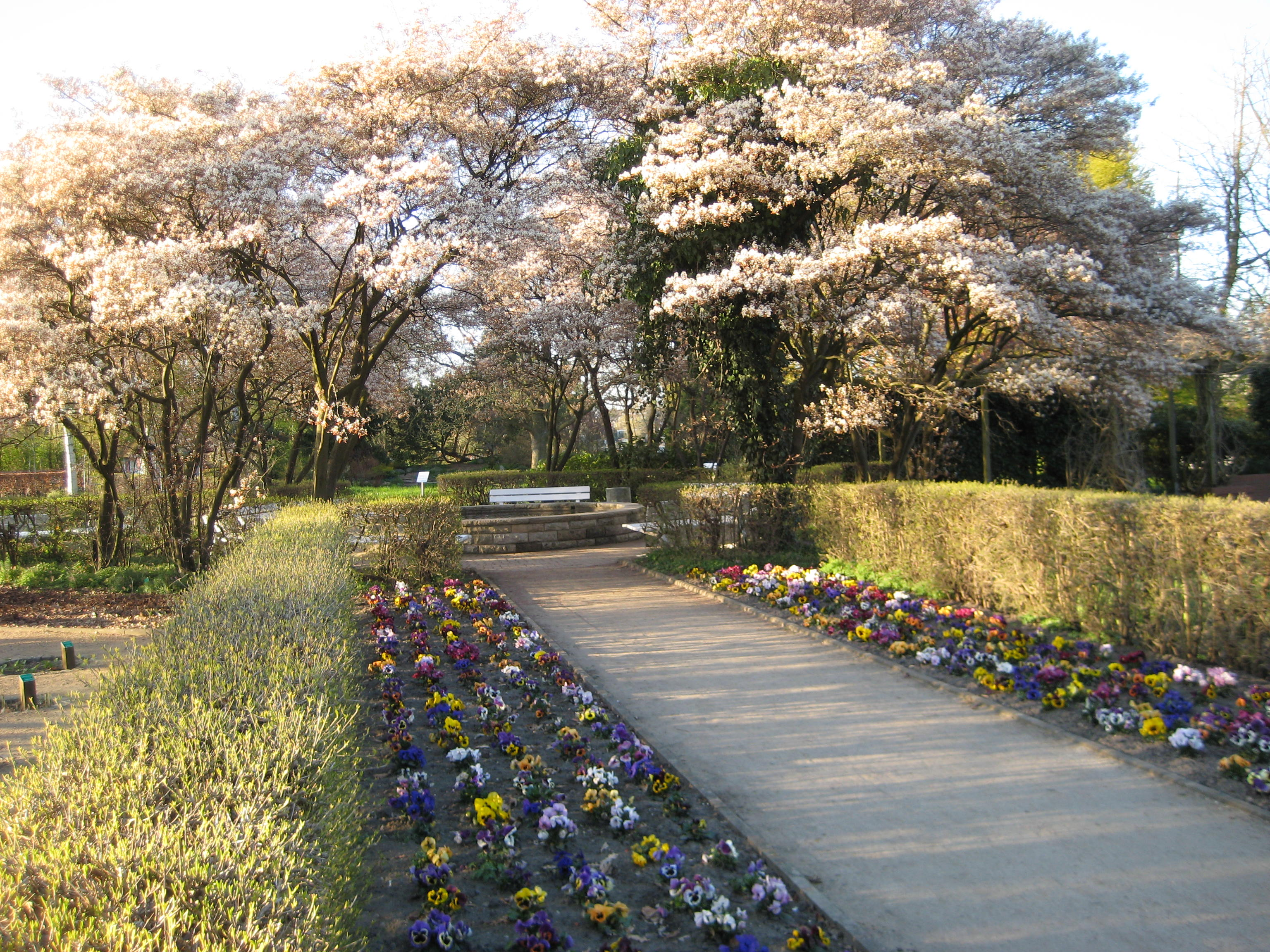
Blühende Kupfer-Felsenbirnen im April 2008

Der Schulgarten ist ein öffentlich zugänglicher Botanischer Garten im Lübecker Stadtteil St. Jürgen mit rund 2000 Pflanzenarten auf einer Fläche von 8.000 Quadratmetern.

## Lage und Geschichte
Der Schulgarten liegt an der Falkenwiese zwischen dem Freibad an der Falkenwiese am Wakenitzufer und den Sportanlagen auf dem niedrigen westlichen Uferstreifen der Wakenitz. Die ersten Pläne entwickelte der damalige Lübecker Stadtgärtner Erwin Barth bereits 1909. 1914 wurde ein Anzuchtgarten durch seinen Nachfolger Harry Maasz realisiert. 1919 und 1925 erstellte Harry Maasz Pläne für die Anlage eines Schulgartens, die jedoch nicht umgesetzt wurden. 1930 gelang schließlich unter Garteninspektor Rudolf Engehausen (1894–1943) die Anlage des Schulgartens auf dem Areal des Maasz’schen Anzuchtgartens. Während des Zweiten Weltkriegs wurde das Gelände für den Kartoffel- und Gemüseanbau genutzt. 1950 wurde er als Lehr- und Schulgarten wieder eröffnet.

## Verein Förderung des Lübecker Schulgartens e. V.
Im Herbst 2014 wurde der Verein Förderung des Lübecker Schulgartens e. V. von 13 Lübecker Bürgern gegründet. Der Verein fördert die Schönheit, Vielfalt des Gartens und organisiert Führungen und Veranstaltungen durch den Garten. Der Garten ist Besuchsort bei freiem Eintritt für Kindergärten, Schulklassen und Erholungssuchende. Seit 2017 steht der Garten unter Denkmalschutz.

## Park und Pflanzen

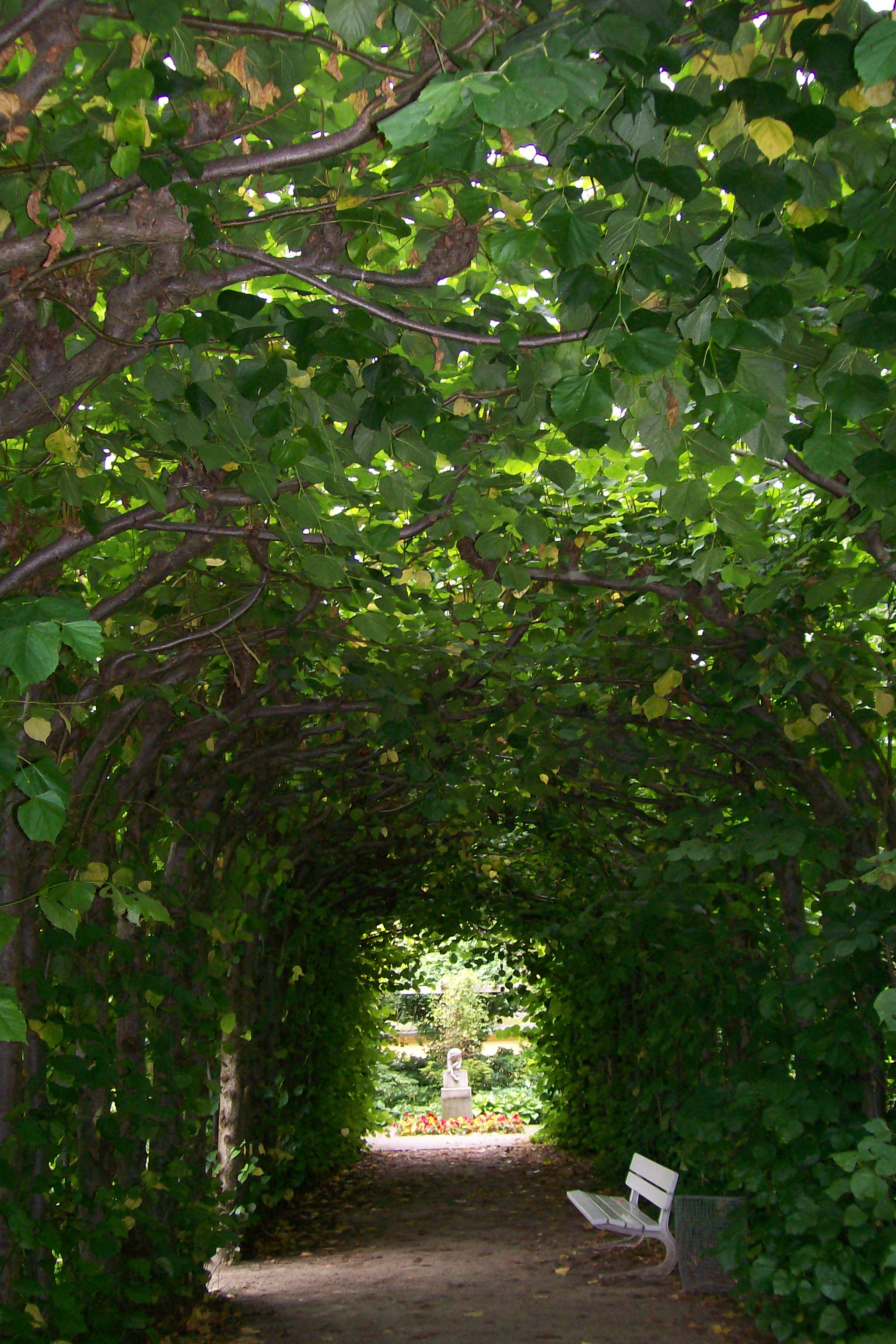
Laubengang

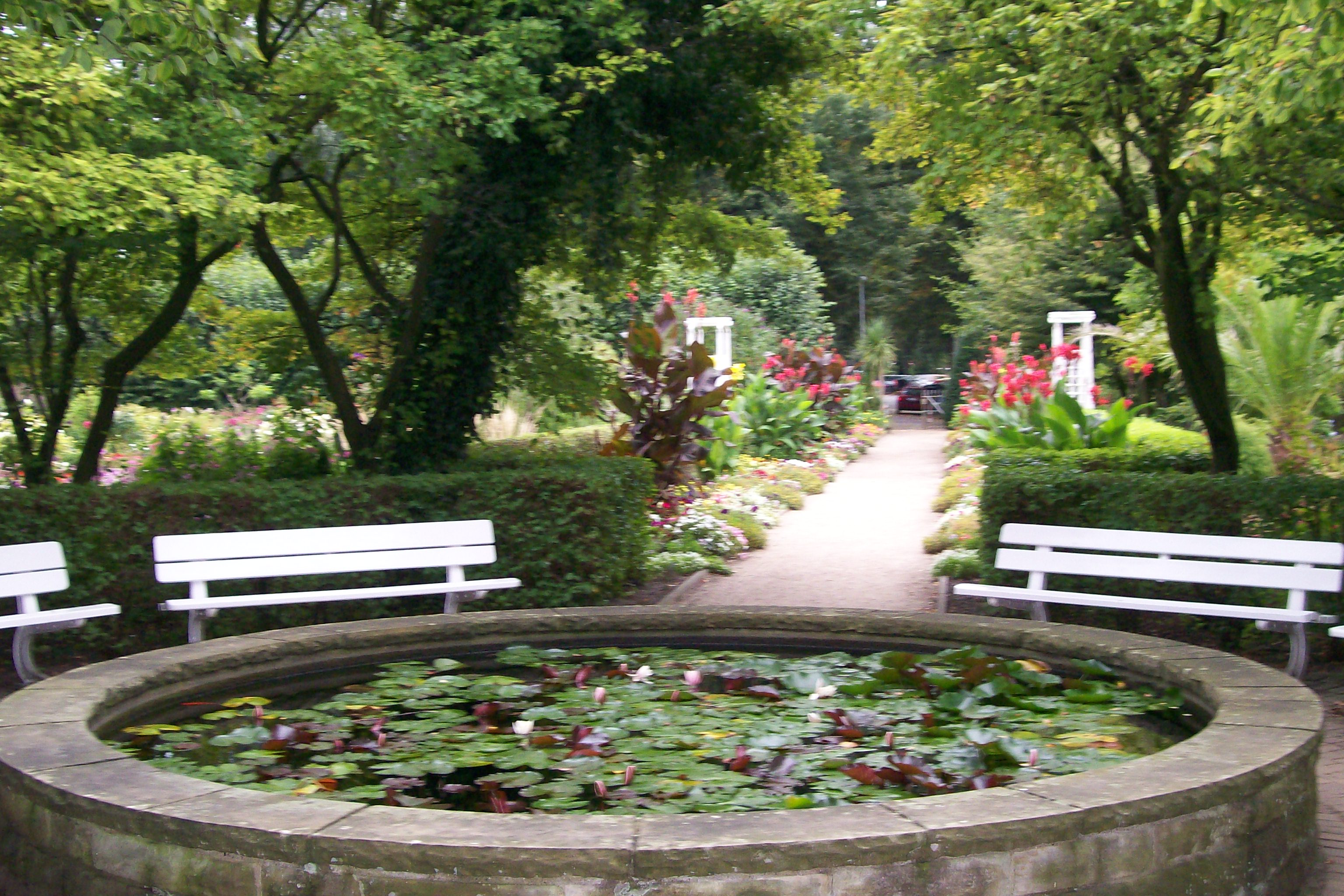
Rondell mit Teichrosenbecken

Der Schulgarten ist ein gärtnerisches Experimentierfeld; es wird stetig gepflanzt, geschnitten und versetzt. Schulkinder sollen im naturkundlichen Unterricht durch eigene Arbeit die Phasen der Vegetation erleben.

### Gartenflächen

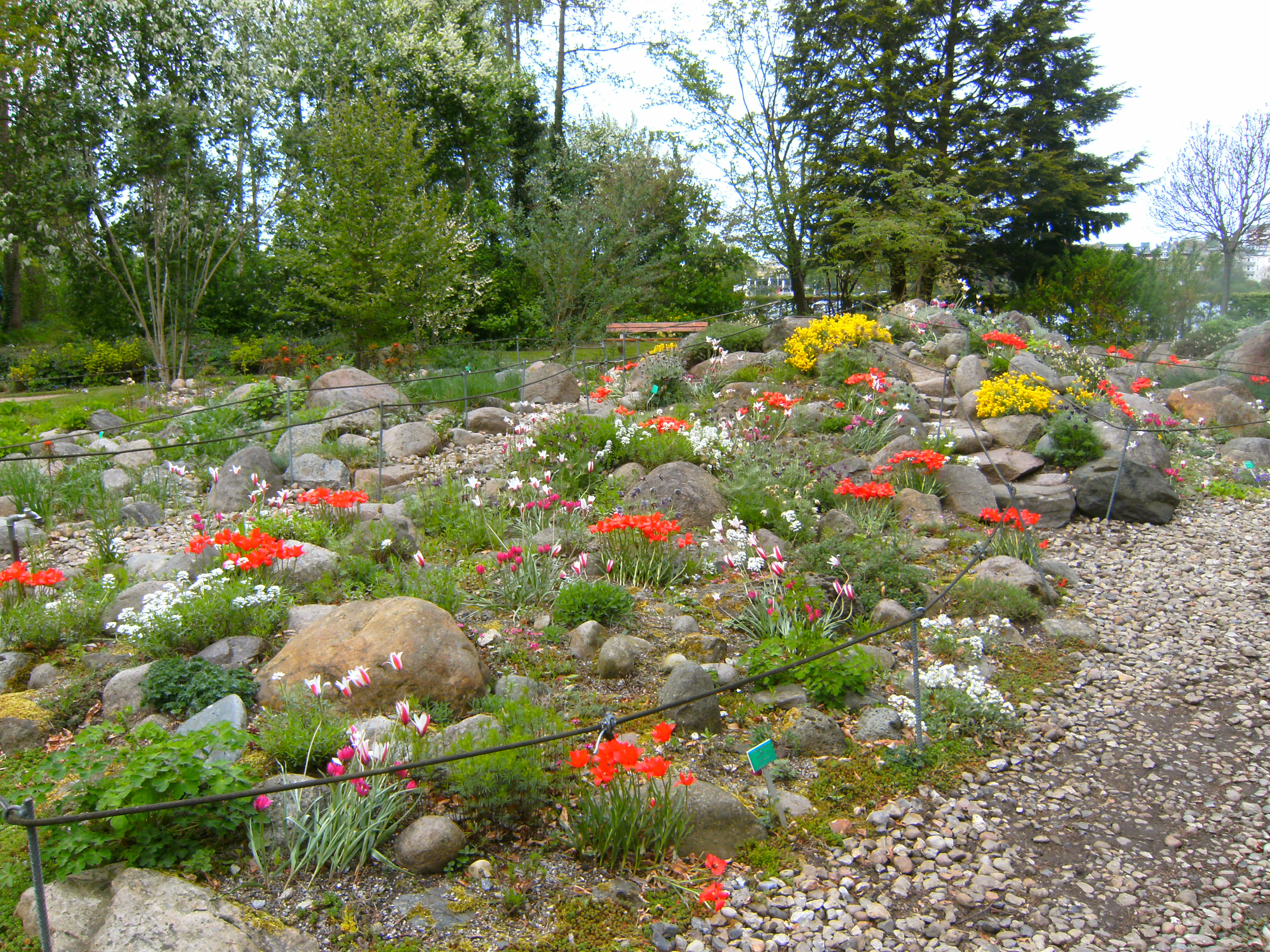
Schulgarten in Lübeck: Steingarten.

Ab Haupteingang liegen im Uhrzeigersinn folgende Gartenbereiche:
- Veranstaltungsfläche
- Seerosenbecken
- Kulturpflanzen
- Bauerngarten
- Musterstaudenbeet
- Alpinum
- Teich
- Wildblumenwiese
- Senkgarten, eingerahmt mit Laubengängen und Pergolen

### Besondere Pflanzen
- Tunnel aus kunstvoll geschnittenen Linden
- Nutzgarten
- Feuchtbiotop
- Heidegarten
- Bruchwald
- Lehrgarten für Pflanzenverwandtschaft und Vererbung
- Araukarien
- alpine Stauden
- Japanischer Kuchenbaum
- Mammutbäume: Riesenmammutbaum, Küstenmammutbaum und Urweltmammutbaum

## Bauten

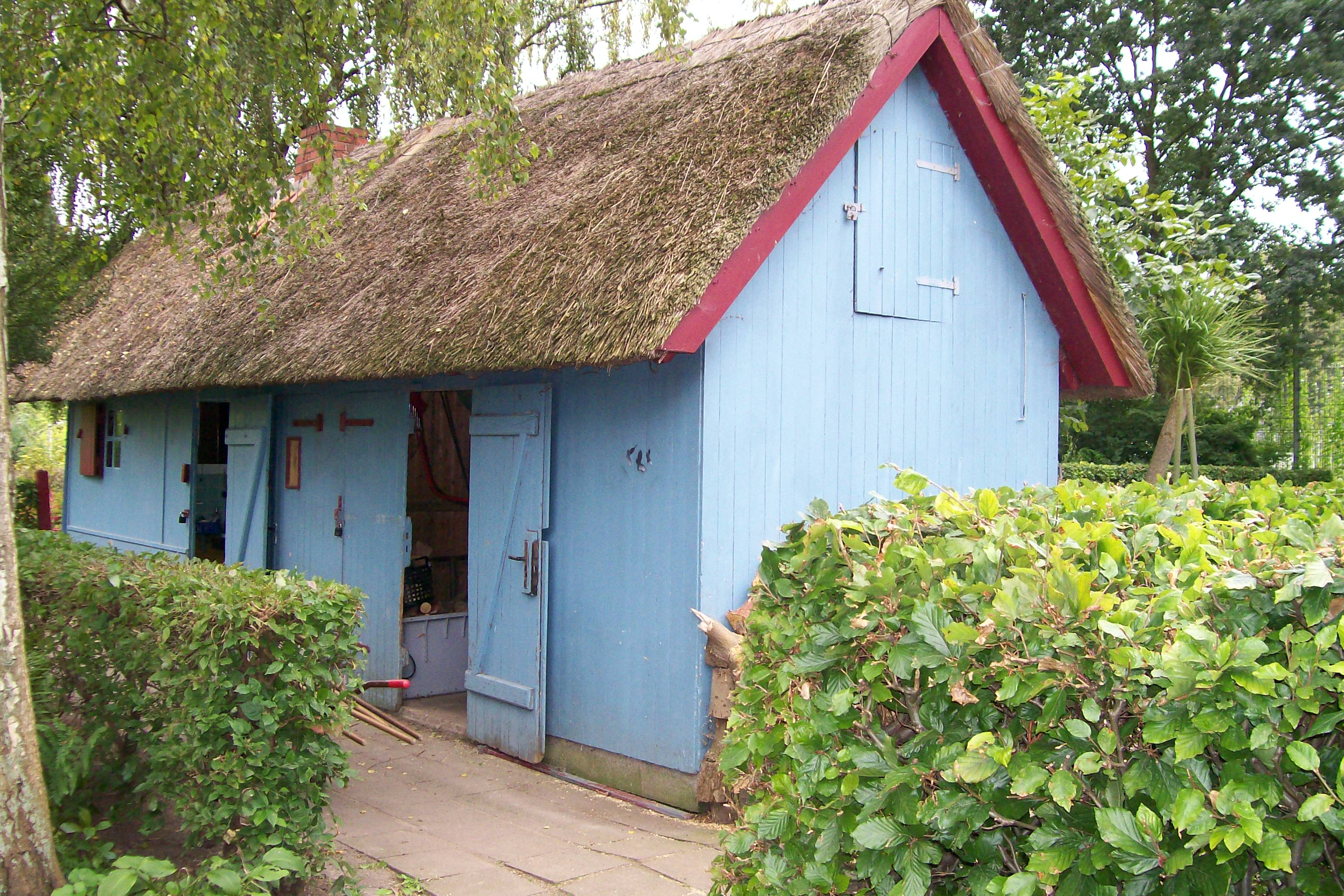
Wirtschaftshaus

Ein mit Reet gedecktes Holzhaus dient als Wirtschaftsgebäude zur Unterbringung von Gartengeräten und als Aufenthaltsraum für Gärtner. Im zur Falkenstraße gelegenen gläsernen Gewächshaus werden in der kalten Jahreszeit nicht winterfeste Pflanzen wie Palmen untergebracht. Während der Sommermonate wird ein Café-Häuschen betrieben. 2018 wurde auf der Wildblumenwiese ein Bücherpavillon errichtet, in dem Gartenliteratur zum Lesen vor Ort bereitsteht.

## Skulpturen
- Brunnenplastik Wasserschöpfendes Mädchen aus den Jahren 1919/1920 von Ernst Müller-Braunschweig am Ende des Lindentunnels; sie wird von den Lübeckern „Dorothea“ genannt.
- Plastik Panther von Fritz Behn aus dem Jahr 1934 im Bauerngarten. Sie stand ursprünglich im Eschenburgpark. Die Stadt Lübeck kaufte sie 1960.

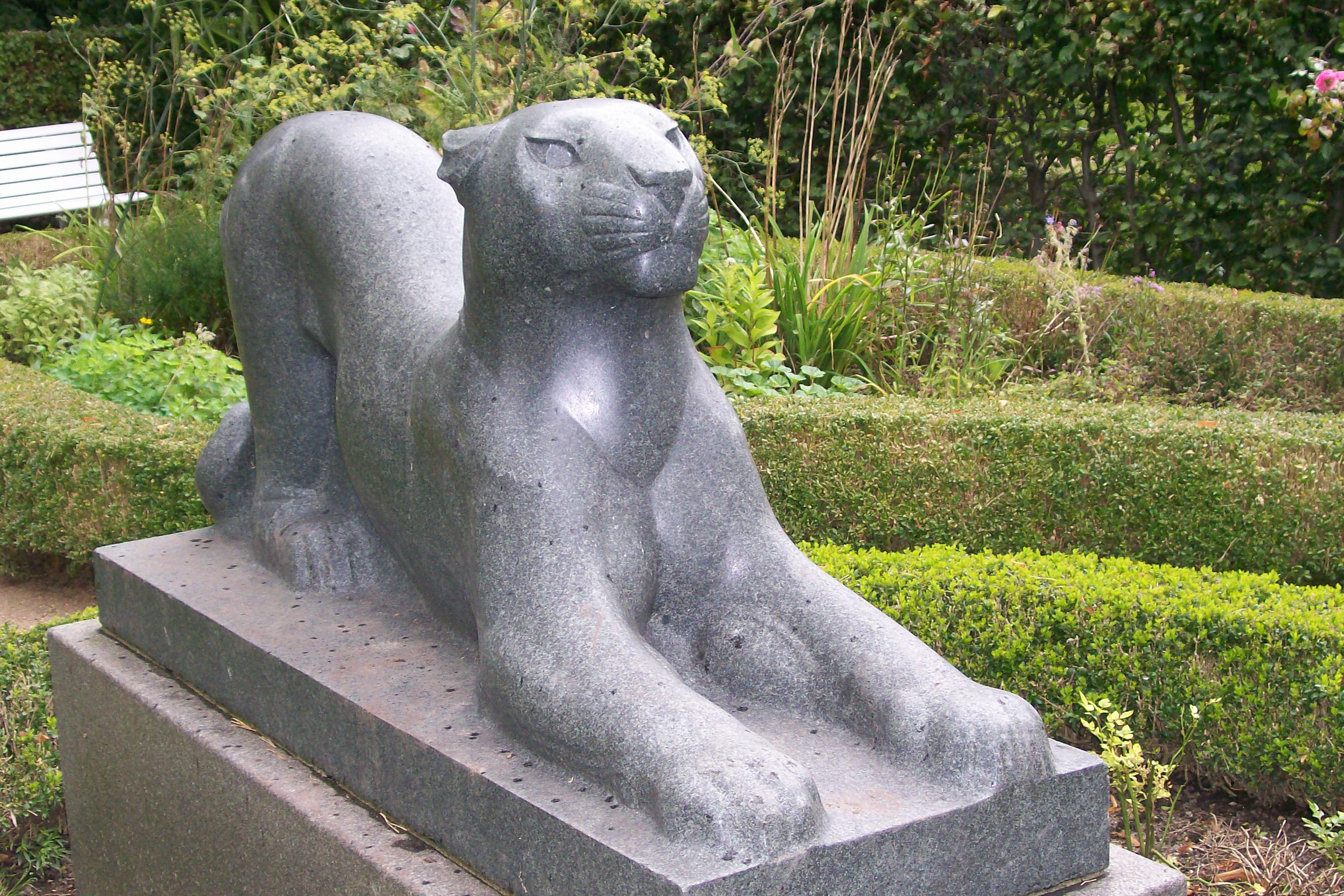
Panther von Fritz Behn
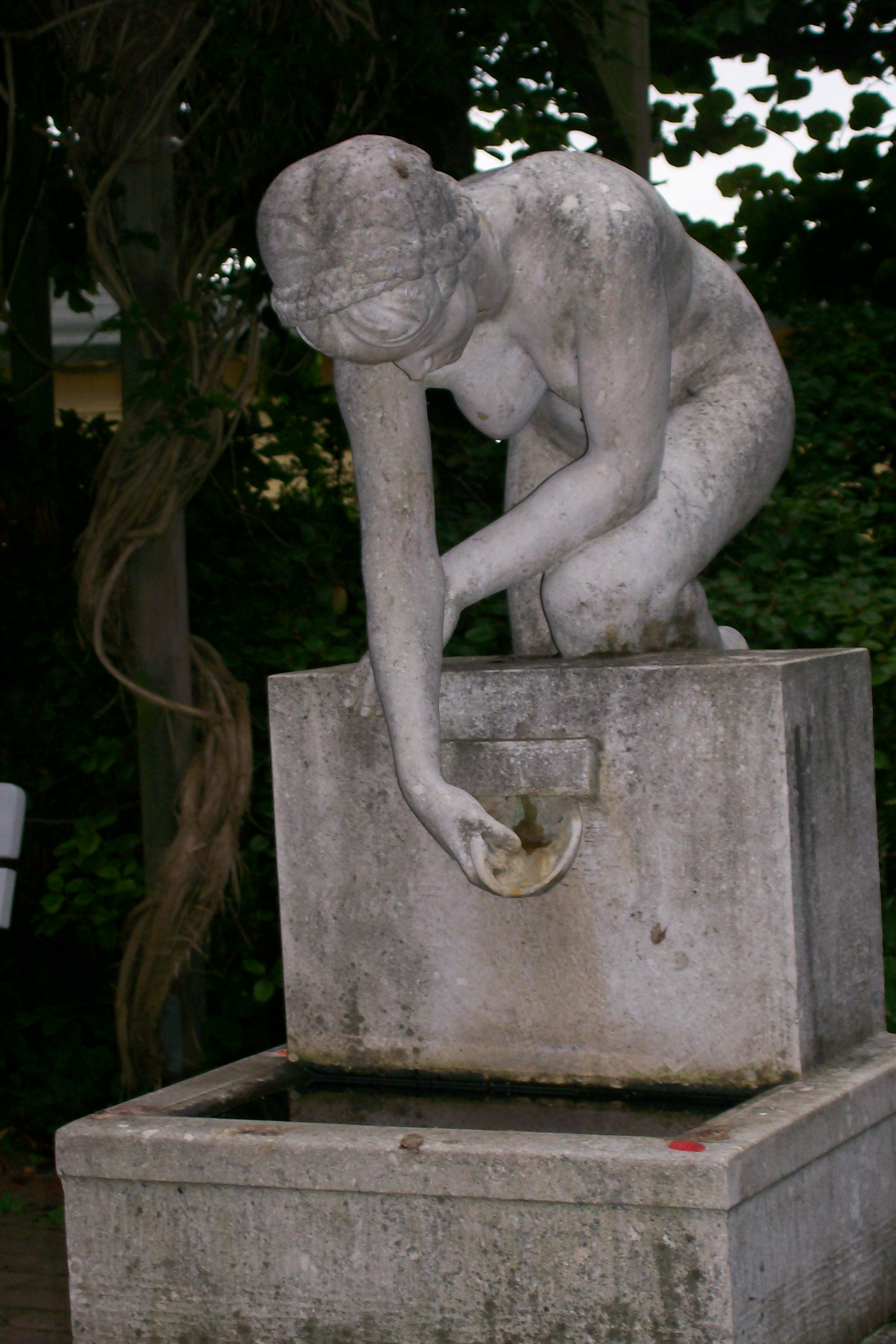
Wasserschöpfendes Mädchen von Ernst Müller-Braunschweig